# Handebol nos Jogos Sul-Americanos de 2010
Os torneios de handebol nos Jogos Sul-Americanos de 2010 ocorraram entre 20 e 30 de março no Coliseo Unidad Deportiva Ditaires, em Itagüí. O evento masculino teve a inscrição de cinco equipes e o feminino de seis.

## Calendário
| Março    | 17 | 18 | 19 | 20 | 21 | 22 | 23 | 24 | 25 | 26 | 27 | 28 | 29 | 30 | T |
| -------- | -- | -- | -- | -- | -- | -- | -- | -- | -- | -- | -- | -- | -- | -- | - |
| Handebol |    |    |    |    |    |    |    | 1  |    |    |    |    |    | 1  | 2 |

## Medalhistas
| Evento    | Ouro | Prata | Bronze |
| Masculino | Maik Santos David Nunes Fernando Pacheco Filho Júlio César Gomes Bruno Santana Diogo Souza Rodrigo Moraes Leonardo Bortolini Gil Pires João Victor Feliciano Alexandre Silva Uelington Ferreira Luiz Ricardo Miles Felipe Ribeiro Fábio Chiuffa Thiagus Santos BRA Brasil       | Fernando García Lucas Moras Federico Pizarro Sebastián Simonet Pablo Portela Diego Simonet Andrés Kogovsek Mariano Canepa Federico Fernández Federico Vieyra Facundo Torres Leonel Maciel Juan Pablo Fernández Francisco Schiaffino Marco Arce Juan Manuel Vázquez ARG Argentina | Felipe Barrientos Jonathan Maturana Alfredo Valenzuela Nicolás Jofre Marcelo Micaly Cristian Campos Felipe Barros Claudio Reyes Felipe Maurín Guillermo Araya Felipe Mihovilovic Mario Soto Nicolás Díaz Francisco Chacana Cristóbal del Río Elias Oyarzun CHI Chile   |
| Feminino  | Silvina Schlesinger Noelia Sala Luciana Mendoza Solange Tagliavini Bibiana Ferrea Magdalena Decilio Pilar Romero Amelia Belotti Natacha Melillo Victoria Crivelli Antonela Mena Valentina Kogan Mariana Sanguinetti Valeria Bianchi Silvana Totolo Carla Simonato ARG Argentina | Ariadne Moreira Fabiana Diniz Jaqueline Anastácio Scheyla Gris Célia Dacosta Rosária Silva Lívia Horácio Pamela Alencar Aline Rosas Regiane Silva Amanda Caetano Patrícia Silva Agda Pereira Adriana Lima BRA Brasil                                                             | Noelia Artigas Eliana Falcón Soledad Faedo Fabiana Sención Macarena Trucco María Luciana Moreira Ornella Palla Alejandra Ferrari Mariana Fleitas Paula Fynn Rossina Soca Eliana Pérez Paula Basaistegui María Alejandra Sención Sofia Cherone Mariel Pérez URU Uruguai |

## Torneio masculino
| Equipe    | Pts | J | V | E | D | GF  | GC  | Dif |
| --------- | --- | - | - | - | - | --- | --- | --- |
| Brasil    | 8   | 4 | 4 | 0 | 0 | 147 | 89  | +58 |
| Argentina | 6   | 4 | 3 | 0 | 1 | 133 | 94  | +39 |
| Chile     | 3   | 4 | 1 | 1 | 2 | 108 | 115 | -7  |
| Uruguai   | 3   | 4 | 1 | 1 | 2 | 97  | 126 | -29 |
| Colômbia  | 0   | 4 | 0 | 0 | 4 | 88  | 149 | -61 |

Todos os jogos seguem a hora oficial de Medellín (UTC-5)
| Horário     | Jogo      | Jogo  | Jogo      |
| ----------- | --------- | ----- | --------- |
| 26 de março |           |       |           |
| 17:00       | Uruguai   | 22–38 | Argentina |
| 19:00       | Colômbia  | 20–40 | Brasil    |
| 27 de março |           |       |           |
| 17:00       | Uruguai   | 19–39 | Brasil    |
| 19:00       | Chile     | 24–28 | Argentina |
| 28 de março |           |       |           |
| 17:00       | Uruguai   | 24–24 | Chile     |
| 19:00       | Argentina | 39–18 | Colômbia  |

| Horário     | Jogo      | Jogo  | Jogo    |
| ----------- | --------- | ----- | ------- |
| 29 de março |           |       |         |
| 17:00       | Chile     | 23–38 | Brasil  |
| 18:00       | Colômbia  | 25–33 | Uruguai |
| 30 de março |           |       |         |
| 10:00       | Colômbia  | 25–37 | Chile   |
| 12:00       | Argentina | 28–30 | Brasil  |

## Torneio feminino
| Equipe    | Pts | J | V | E | D | GF  | GC  | Dif  |
| --------- | --- | - | - | - | - | --- | --- | ---- |
| Argentina | 10  | 5 | 5 | 0 | 0 | 171 | 95  | +76  |
| Brasil    | 8   | 5 | 4 | 0 | 1 | 195 | 89  | +106 |
| Uruguai   | 6   | 5 | 3 | 0 | 2 | 130 | 128 | +2   |
| Chile     | 4   | 5 | 2 | 0 | 3 | 152 | 141 | +11  |
| Paraguai  | 2   | 5 | 1 | 0 | 4 | 112 | 154 | -42  |
| Colômbia  | 0   | 5 | 0 | 0 | 5 | 69  | 222 | -153 |

Todos os jogos seguem a hora oficial de Medellín (UTC-5)
| Horário     | Jogo      | Jogo  | Jogo      |
| ----------- | --------- | ----- | --------- |
| 20 de março |           |       |           |
| 16:00       | Argentina | 37–27 | Chile     |
| 18:00       | Brasil    | 37–17 | Uruguai   |
| 20:00       | Paraguai  | 36–16 | Colômbia  |
| 21 de março |           |       |           |
| 16:00       | Uruguai   | 25–20 | Paraguai  |
| 18:00       | Chile     | 19–42 | Brasil    |
| 20:00       | Colômbia  | 11–49 | Argentina |
| 22 de março |           |       |           |
| 16:00       | Brasil    | 41–20 | Paraguai  |
| 18:00       | Argentina | 31–21 | Uruguai   |
| 20:00       | Colômbia  | 15–42 | Chile     |

| Horário     | Jogo      | Jogo  | Jogo      |
| ----------- | --------- | ----- | --------- |
| 23 de março |           |       |           |
| 16:00       | Uruguai   | 28–24 | Chile     |
| 18:00       | Paraguai  | 17–32 | Argentina |
| 20:00       | Colômbia  | 11–56 | Brasil    |
| 24 de março |           |       |           |
| 16:00       | Chile     | 40–19 | Paraguai  |
| 18:00       | Colômbia  | 16–39 | Uruguai   |
| 20:00       | Argentina | 22–19 | Brasil    |